# Armeegruppe Felber
L'Armeegruppe Felber était une unité de la Heer (armée de terre) de la Wehrmacht, formée le 21 mai 1942 à partir du LXXXIII. Armeekorps.
Le 11 novembre 1942, en réponse à l'opération Torch, le débarquement amphibie allié en Algérie et au Maroc, Adolf Hitler dirige la mise en œuvre de l'opération Anton, l'occupation de la France de Vichy et de la dissolution de son armée pour empêcher que le gouvernement ne se joigne aux Alliés.

Les éléments blindés et d'infanterie de la 1. Armee et de l'Armeegruppe Felber avancent dans le sud de la France tandis que la 4e armée italienne occupe la Riviera française et l'île de Corse. Le 27 novembre 1942, les Allemands consolident leur emprise sur la France de Vichy avec l'opération Lila, l'occupation de Toulon et de la tentative de saisie de la flotte française située dans le port.

## Organisation

### Commandant
| Date                        | Grade                  | Commandant           |
| --------------------------- | ---------------------- | -------------------- |
| 21 mai 1942 - 15 août 1943  | General der Infanterie | Hans-Gustav Felber   |
| 15 août 1943 - 26 août 1943 | General der Infanterie | Georg von Sodenstern |

### Chef d'état-major
| Date                        | Grade          | Commandant                   |
| --------------------------- | -------------- | ---------------------------- |
| 21 mai 1942 - Octobre 1943  | Oberstleutnant | Johann von Heiterer-Schaller |
| Octobre 1943 - 20 juin 1943 | Oberstleutnant | Hans-Ulrich von Oertzen      |
| 20 juin 1943 - 26 août 1943 | Oberst         | Walter Botsch                |

## Zones d'opérations
- Sud de la France : Mai 1942 - Août 1943

## Ordre de bataille
24 juin 1942
- 337. Infanterie-Division

12 août 1942
- Division Nr. 165
- 57. Infanterie-Division

15 novembre 1942
- ½ de la 328. Infanterie-Division
- 335. Infanterie-Division
- 1 Regiment gep.Artillerie-Brigade 1

22 décembre 1942
- ½ de la 338. Infanterie-Division
- 335. Infanterie-Division
- 326. Infanterie-Division
- 327. Infanterie-Division

9 avril 1943
- A la disposition du Armeegruppe Felber
  - 60. Infanterie-Division (mot)
  - Composants tactiques assignés directement au Armeegruppe Felber
    - 326. Infanterie-Division
    - 338. Infanterie-Division
    - 356. Infanterie-Division

1er juin, 21 juin et 25 juillet 1945
- A la disposition du Armeegruppe Felber
  - Panzer-Grenadier-Division “Feldherrnhalle”
  - Composants tactiques assignés directement au Armeegruppe Felber
    - 326. Infanterie-Division
    - 338. Infanterie-Division
    - 356. Infanterie-Division

5 août 1943
- A la disposition du Armeegruppe Felber
  - 715. Infanterie-Division
  - Panzer-Grenadier-Division “Feldherrnhalle”
  - Composants tactiques assignés directement au Armeegruppe Felber
    - 356. Infanterie-Division
- IV. Luftwaffen-Feldkorps
  - 326. Infanterie-Division
  - 338. Infanterie-Division

14 août 1943
- A la disposition du Armeegruppe Felber
  - 715. Infanterie-Division
  - Panzer-Grenadier-Division “Feldherrnhalle”
  - 10. SS-Panzer-Division “Karl der Große”
  - Composants tactiques assignés directement au Armeegruppe Felber
    - 356. Infanterie-Division
- IV. Luftwaffen-Feldkorps
  - 326. Infanterie-Division
  - 338. Infanterie-Division